# Villa Martinelli
Die Villa Martinelli (früher Villa Cappella) ist ein Landhaus aus dem 19. Jahrhundert im Viertel Posillipo von Neapel in der italienischen Region Kampanien. Sie liegt am Meeresufer, in der Via Posillipo, 42.

## Geschichte
Ende des 19. Jahrhunderts wurde der ursprüngliche Stil der Villa, gekennzeichnet durch Zinnen und Helm, bei Ergänzungen und Retuschen bewahrt und darüber hinaus wurde das Haus zu einer Erholungspension: Zuerst wurde es „Pensione Anglaise“ genannt, dann wurde daraus das „Hotel Mascotte“ und schließlich die „Villa Martinelli“, nach dem Namen der Eigentümer.
Später wurde das Haus wesentlich vergrößert. Nach dem Zweiten Weltkrieg wurde das Gebäude abgerissen und durch ein Mietshaus ersetzt, was das Aussehen gegenüber dem originalen Gebäude veränderte. Auch der Strand vor dem Haus veränderte seine Form, als die Klippe verschwand.